# Soma (drogue fictive)
Pour les articles homonymes, voir Soma.
Ne doit pas être confondu avec Soman.
En littérature, le soma est une drogue artificielle de synthèse aux propriétés psychotropes. On le trouve notamment dans le roman dystopique Le Meilleur des Mondes d'Aldous Huxley.

## En littérature

### Le Meilleur des mondes
Le soma est, dans le roman dystopique Le Meilleur des mondes d'Aldous Huxley (1932), une drogue artificielle de synthèse présentée au peuple comme étant un simple médicament.
Les citoyens sont tous incités à utiliser ce produit qui peut, à forte dose, plonger celui qui en prend dans un sommeil paradisiaque. Il se consomme sous forme de comprimés, distribués au travail en fin de journée. Cette substance est supposément le secret de la cohésion de cette société : grâce à elle, chaque élément de la société serait heureux et ne revendiquerait rien. Elle est présentée comme étant dénuée d'effet secondaire indésirable. Son effet et sa prise à répétition par les divers personnages du roman est un ressort essentiel au maintien de l'univers créé par Huxley. Il introduit une dimension d'habitude sociale liée à l'éducation, consommer cette drogue est un recours indispensable aux utilisateurs pour lutter contre les maux de la vie en société, elle a pour effet de remplacer la cigarette ou l'alcool de notre monde réel. Les individus de toutes les castes se satisfont de leur statut par le double usage du conditionnement hypnopédique et du soma[réf. souhaitée].
Le thème de l'altération de la perception et de la drogue comme moyen de fermeture ou d'éveil pour l'esprit sera plus tard important dans la vie et l'œuvre de l'auteur ; le soma n'est pas sans rappeler la mescaline, expérimentée par Huxley, expérience qui sera à l'origine de l'essai Les Portes de la perception (1954)[réf. souhaitée].

### L'Ultime Secret
Le soma est présent dans le roman L'Ultime Secret de Bernard Werber (2001)[réf. souhaitée].

### Seigneur de lumière
Le soma est présent dans le livre Seigneur de lumière de Roger Zelazny (1967)[réf. souhaitée].

## Produit hypnotique
Au cours des années 1950, un produit hypnotique est commercialisé sous le nom de Soma : le carisoprodol, un analogue de la méprobamate,. La classe des carbamates dont il fait partie se voit progressivement retirée des marchés du fait d'un potentiel d'abus et de surdosage excessif.